# Phomopsis lactucae
Phomopsis lactucae är en svampart som först beskrevs av Pier Andrea Saccardo, och fick sitt nu gällande namn av Bubák 1905. Phomopsis lactucae ingår i släktet Phomopsis och familjen Diaporthaceae.   Inga underarter finns listade i Catalogue of Life.